# Kang Min-hyuk
Kang Min-hyuk (kor. 강민혁, ur. 28 czerwca 1991) – południowokoreański muzyk, piosenkarz, autor tekstów i aktor. Jest perkusistą w rockowym zespole CNBLUE. Kang zadebiutował jako aktor w antologii filmowej Acoustic.

## Filmografia

### Film
| Rok  | Tytuł                            | Rola        |
| ---- | -------------------------------- | ----------- |
| 2010 | Acoustic (segment Bakery Attack) | Kim Hae-won |
| 2017 | I Am a Cat                       | Narrator    |
| 2018 | Gunghap                          |             |

### Seriale
| Rok  | Tytuł                         | Rola              | Stacja telewizyjna |
| ---- | ----------------------------- | ----------------- | ------------------ |
| 2010 | W porządku, córeczko tatusia. | Hwang Yun-doo     | SBS                |
| 2011 | Neon naege banhaess-eo        | Yeo Joon-hee      | MBC                |
| 2012 | Neongkuljjae gulleoon dangsin | Cha Se-gwang      | KBS2               |
| 2013 | Spadkobiercy                  | Yoon Chan-young   | SBS                |
| 2016 | Ttanttara                     | Jo Ha-neul        | SBS                |
| 2017 | Haggyo 2017                   | Jong-geun (cameo) | KBS2               |
| 2017 | Byeong-wonseon                | Kwak Hyun         | MBC                |

### Programy rewiowe
| Rok  | Tytuł                                        | Uwagi                      | Stacja telewizyjna  |
| ---- | -------------------------------------------- | -------------------------- | ------------------- |
| 2014 | 2014 K-Pop World Festival in Changwon        | prowadzący (z Jung Eun-ji) | KBS                 |
| 2014 | Crime Scene                                  | JTBC                       | gość (odc. 5-6, 10) |
| 2015 | Brave Family                                 | członek obsady             | KBS2                |
| 2015 | Our Neighborhood Arts and Physical Education | członek obsady             | KBS2                |
| 2015 | I Live Alone                                 | członek obsady             | MBC                 |
| 2015 | Mom is Watching                              | prowadzący                 | JTBC                |
| 2015 | Crime Scene 2                                | JTBC                       | gość (odc. 7)       |
| 2016 | Music Bank                                   | prowadzący (z Solbin)      | KBS2                |

## Dyskografia

### Piosenki
| Rok  | Tytuł                          | Album                      |
| ---- | ------------------------------ | -------------------------- |
| 2010 | „High Fly” (z Lee Jong-hyunem) | Acoustic OST               |
| 2011 | „Star”                         | Neon naege banhaess-eo OST |
| 2016 | „I See You”                    | Ttanttara OST              |

## Nagrody i nominacje
| Rok  | Nagroda                                    | Kategoria                                                        | Wynik     |
| ---- | ------------------------------------------ | ---------------------------------------------------------------- | --------- |
| 2012 | Korea Drama Awards                         | Najlepszy nowy aktor (W porządku, córeczko tatusia.)             | Nominacja |
| 2012 | 20th Korean Culture & Entertainment Awards | Najlepszy nowy aktor telewizyjny (W porządku, córeczko tatusia.) | Nominacja |
| 2012 | 1. K-Drama Star Awards                     | Rising Star Award                                                | Wygrana   |
| 2012 | 26. KBS Drama Awards                       | Najlepszy nowy aktor (W porządku, córeczko tatusia.)             | Nominacja |
| 2013 | 21. SBS Drama Awards                       | New Star Award (Spadkobiercy)                                    | Wygrana   |
| 2014 | 50. Baeksang Arts Awards                   | Najpopularniejszy aktor telewizyjny (Spadkobiercy)               | Nominacja |
| 2014 | 2nd DramaFever Awards                      | Najlepsza para (z Krystal Jung) (Spadkobiercy)                   | Wygrana   |
| 2016 | APAN Star Awards                           | Najlepszy nowy aktor (Ttanttara)                                 | Nominacja |
| 2016 | 24. SBS Drama Awards                       | Excellence Award, Actor in a Romantic Comedy Drama (Ttanttara)   | Wygrana   |
| 2017 | 36. MBC Drama Awards                       | Excellence Award, Actor in a Miniseries (Byeong-wonseon)         | Nominacja |
| 2017 | 36. MBC Drama Awards                       | Popularity Award, Actor (Byeong-wonseon)                         | Nominacja |